# Bitwa o przedmoście warszawskie

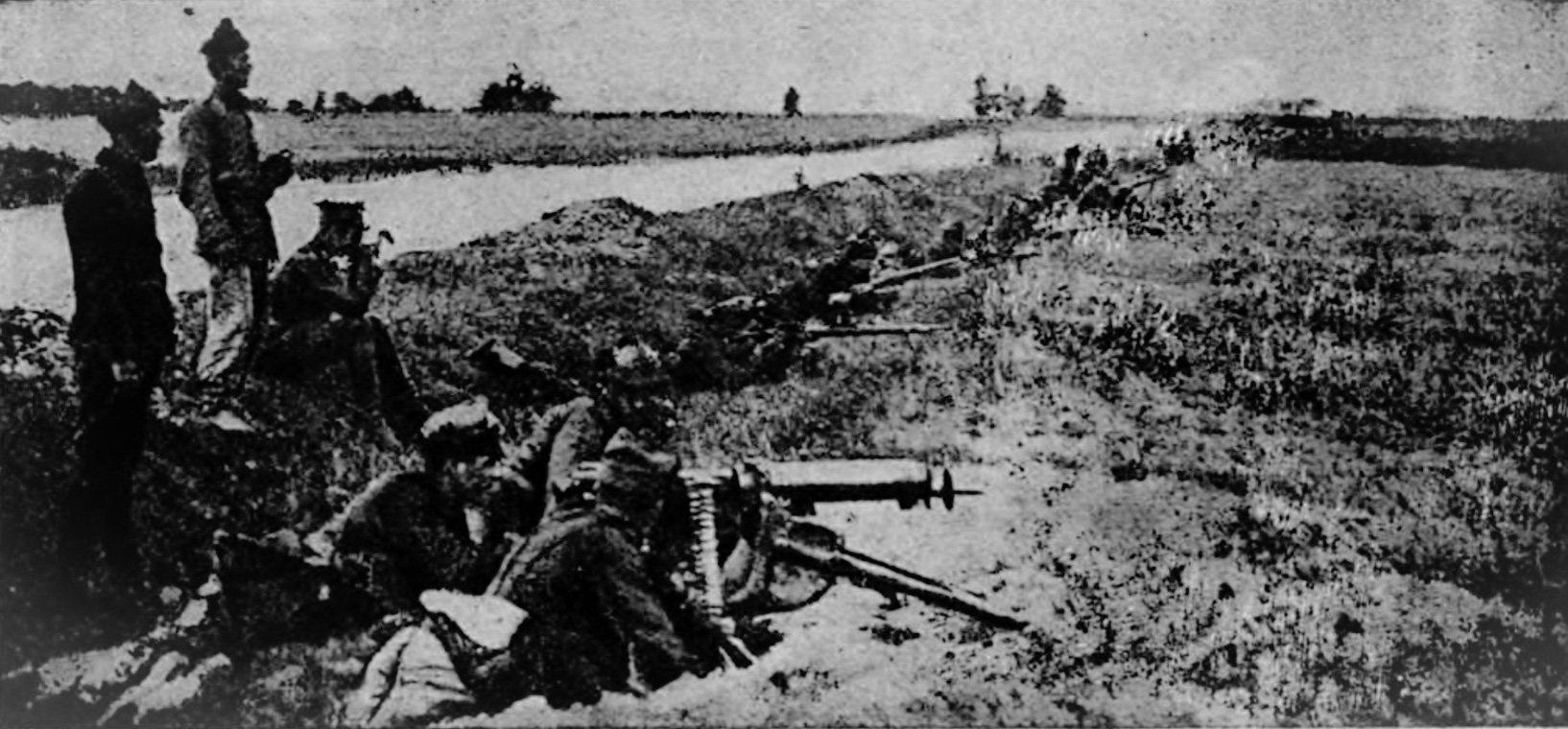
Wojna polsko-bolszewicka – przygotowania do obrony na terenie podwarszawskim; sierpień 1920

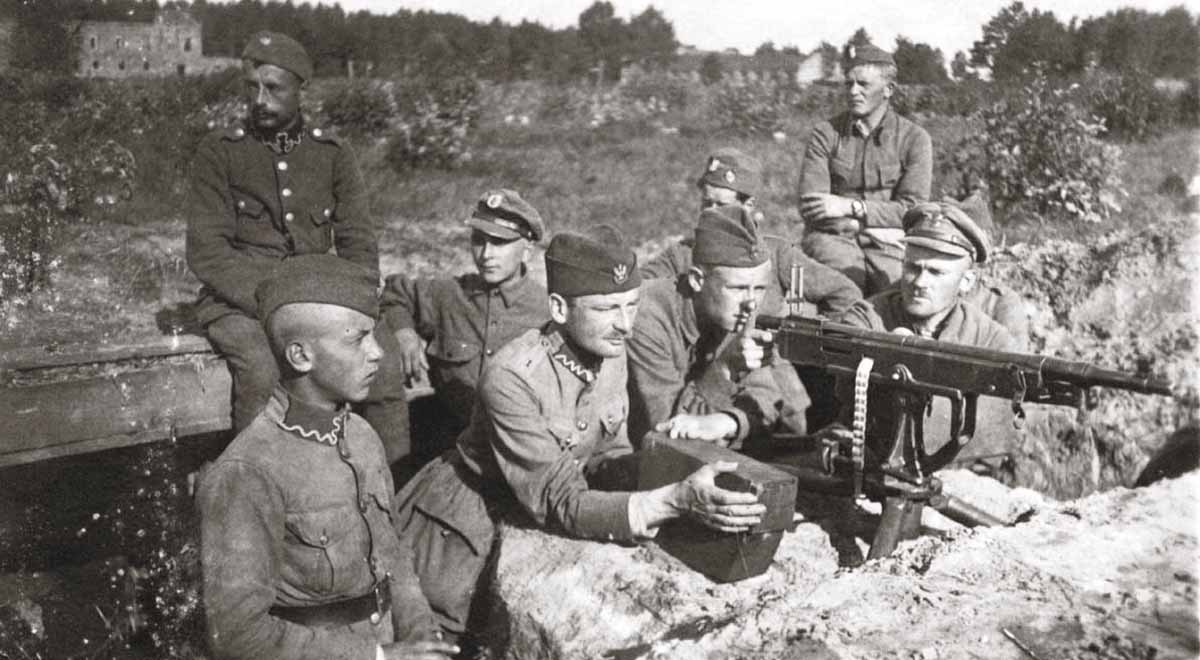
Przedmoście Warszawskie – polskie pozycje pod Miłosną, sierpień 1920; stanowisko ciężkiego karabinu maszynowego Colt M1914

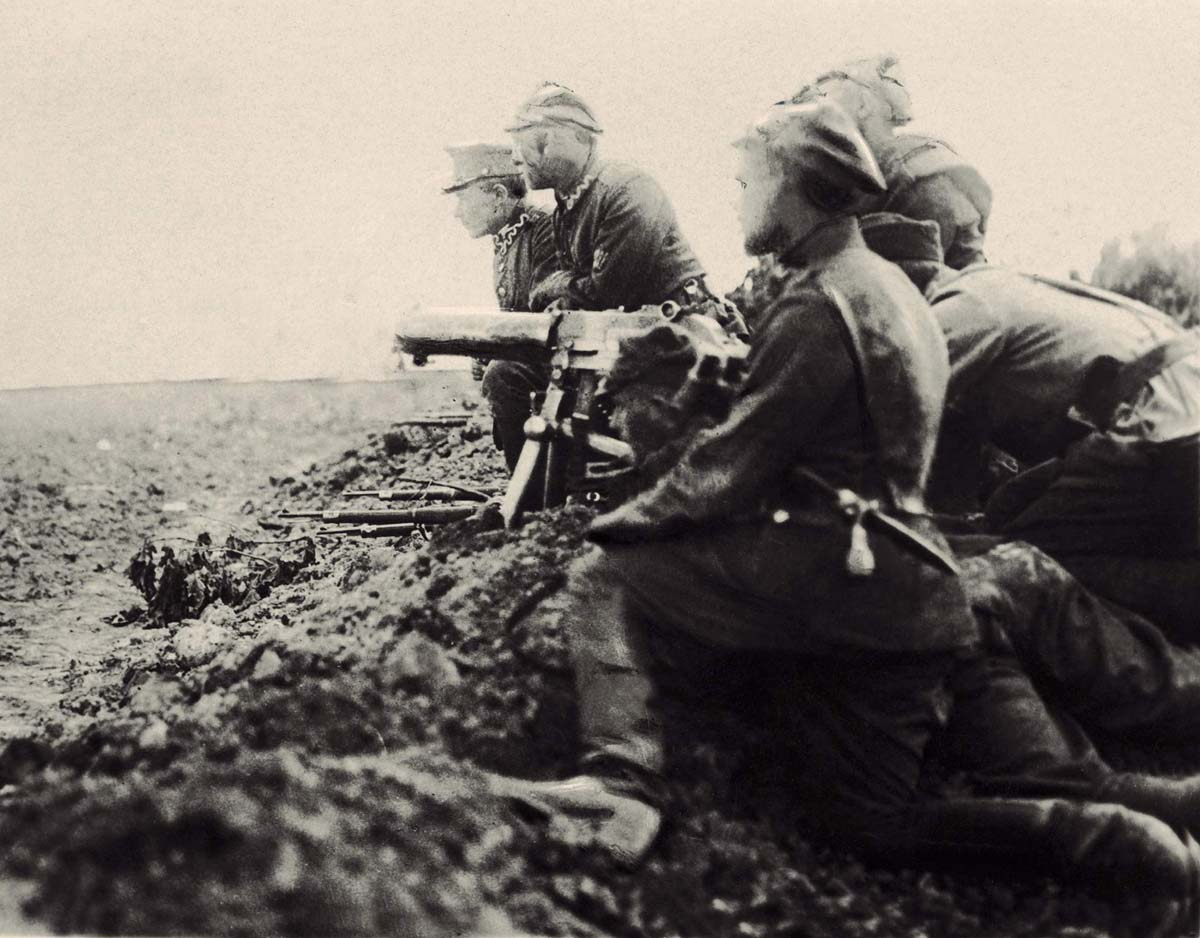
Polska piechota na pozycjach obronnych pod Radzyminem

Bitwa o przedmoście warszawskie – część Bitwy Warszawskiej stoczona na przedmościu warszawskim. Walki polskiej 1 Armii gen. Franciszka Latinika z sowieckimi 3. i 16 Armią w czasie II ofensywy Frontu Zachodniego Michaiła Tuchaczewskiego w okresie wojny polsko-bolszewickiej.

## Charakterystyka obszaru
Przedmoście warszawskie to obszar na wschód od stolicy Polski. To linia fortyfikacji i umocnień ciągnąca się od Ryni nad Narwią, przez Strugę, Zielonkę, Starą Miłosnę, Wiązownę i Józefów aż do Wisły.
27 lipca 1920 dowództwo polskie podjęło decyzję o wykorzystaniu umocnień w trójkącie Warszawa − Modlin − Zegrze, bazując na planie niemieckim z roku 1915. Około 100-kilometrowa zewnętrzna linia obrony biegła od Modlina wzdłuż Narwi, z przyczółkami mostowymi „Dębe” i „Zegrze”, dalej do Serocka, przez Radzymin − Okuniew − Wiązownę − Karczew wzdłuż Świdra do Wisły i Wisłą do Góry Kalwarii.
Na pierwszej linii obrony wykonano jeden–dwa rzędy okopów, osłoniętych pojedynczymi zasiekami z drutu kolczastego; na drugiej linii zdążono przygotować tylko pozycję ryglową Borki – Fort Beniaminów i częściowo chronione zasiekami okopy w rejonie Wólki Radzymińskiej. Trzecią linię obrony tworzyły stare umocnienia Pragi.

## Sytuacja ogólna
W pierwszej dekadzie lipca 1920 przełamany został front polski nad Autą, a wojska Frontu Północno-Wschodniego gen. Stanisława Szeptyckiego cofały się pod naporem ofensywy Michaiła Tuchaczewskiego.
Naczelne Dowództwo Wojska Polskiego nakazało powstrzymanie wojsk sowieckiego Frontu Zachodniego na linii dawnych okopów niemieckich z okresu I wojny światowej.
Sytuacja operacyjna, a szczególnie upadek Wilna i obejście pozycji polskich od północy, wymusiła dalszy odwrót wojsk polskich.
1 Armia gen. Gustawa Zygadłowicza cofała się nad Niemen, a 4 Armia nad Szczarę.
Obrona wojsk polskich na linii Niemna i Szczary również nie spełniła oczekiwań. W walce z przeciwnikiem oddziały polskie poniosły duże straty i zbyt wcześnie rozpoczęły wycofanie na linię Bugu.
Plan polskiego Naczelnego Dowództwa zakładał, że 1. i 4. Armia oraz Grupa Poleska powstrzymają bolszewików i umożliwią przygotowanie kontrofensywy z rejonu Brześcia. Rozstrzygającą operację na linii Bug, Ostrołęka, Omulew doradzał też gen. Maxime Weygand.
Utrata twierdzy brzeskiej spowodowała, że plan Naczelnego Dowództwa Wojska Polskiego uderzenia znad Bugu w skrzydło wojsk Frontu Zachodniego Michaiła Tuchaczewskiego i rozegrania tam decydującej bitwy przestał być realny. Wojska polskie cofały się nadal, a kolejną naturalną przeszkodą terenową dogodną do powstrzymania sowieckiej ofensywy była Wisła.

## Położenie wojsk przed bitwą

### Wojsko Polskie
Celem obrony przedmościa, Gubernatorstwo Wojskowe na Warszawę wydało 5 sierpnia rozkaz operacyjny nr 1. Zarządzono obronę trójkąta Modlin – Zegrze – Warszawa i wyznaczono zewnętrzną linię obrony: Płock – Wyszogród – Modlin, wzdłuż Narwi, przyczółek mostowy Dębe, przyczółek mostowy Zegrze, przechodząc na lewy brzeg Narwi koło Serocka, Radzymin, Okuniew, Wiązowna, Karczew, a do chwili wybudowania linii obronnej Wiązowna – Karczew, linia biegła od Wiązowny: Emów, Rycice, wzdłuż rzeki Świder do Wisły oraz Wisłą do Góry Kalwarii.
Obronę odcinków organizowano w sposób następujący:
Grupa „Warszawa” – dowódca płk Bolesław Jaźwiński
- 1 pułk kombinowany
  - 4/VII baon wart. w Falenicy
  - baon kowieńskiego ps w Wiązownie
  - I/142 pułku piechoty w Miłośnie
- 2 pułk kombinowany:
  - I/1 baon wart. w Kobyłce
  - I/104 pp w Czarnej Starej
  - I/109 pp w Radzyminie
  - I/120 pp w Borkach
  - 6 p strz. gran w Zegrzu

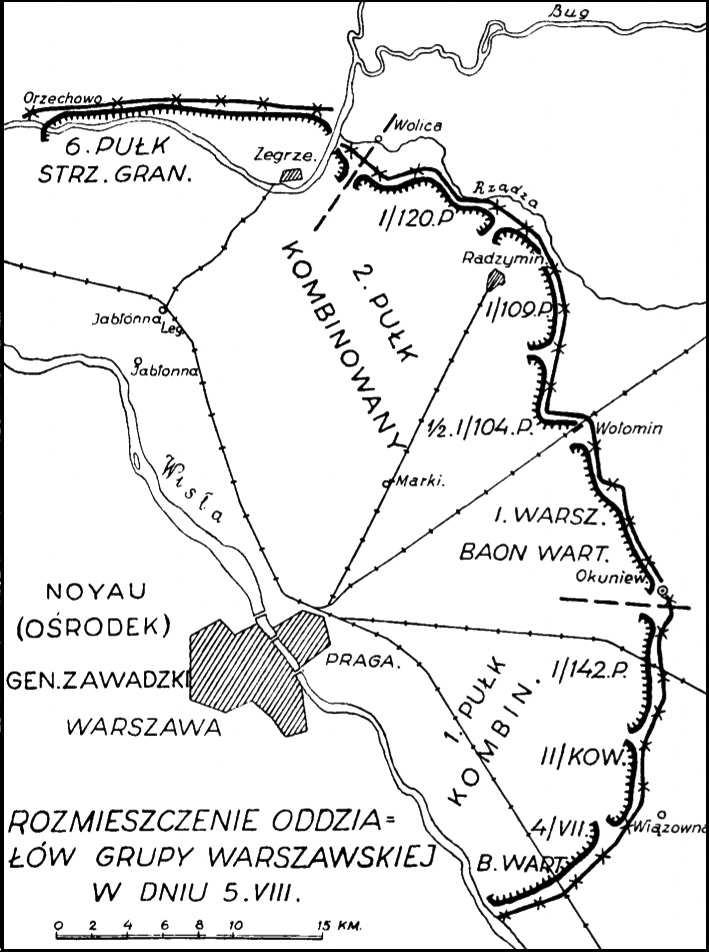
Ugrupowanie obronne na przedmościu 5 sierpnia 1920

- kombinowany półszwadron 1 pszwol w Radzyminie

Razem w „Grupie Warszawa” było 9 baonów i 80 dział.
Grupa „Modlin” – dowódca pułkownik Edward Malewicz
- 3 pułk kombinowany
  - I/ 131 pp w Modlinie
  - 4/I baon etap. w Pomiechówku
  - połowa baonu alarm. Z/13 pp
  - komp. alarm. Z/31 pp
  - komp. alarm. Z/41 pp
  - 2 kompanie wileńskiego ps w Wyszogrodzie
  - 1 komp. alarm. Z/42 pp w Wyszogrodzie
  - pododdziały szkolne w Modlinie
  - połowa baonu alarm. 6 pp w Płocku
  - połowa baonu alarm. 10 pp w Płocku
  - połowa baonu alarm. 37 pp

Razem w Grupie Modlin było 6 ½ batalionu
Ośrodek Warszawa VI (noyau) – dowódca gen. Antoni Zawadzki.
- pułk alarmowy DOG Warszawa
- 4 pułk kombinowany
  - 2/I baon wart.
  - 4/1 baon wart.
  - Łódzki baon etapowy
  - komp. esk.
  - Ochotnicza Legia Kobiet

Razem 6 batalionów. Oprócz tego w jej skład wchodziły oddziały policji i straż obywatelska.
Grupa „Góra Kalwaria” – dowódca gen. Aleksander Żabczyński
- I/168 pp
- kompania 9 p strz. gran.

Razem Grupa „Góra Kalwaria” liczyła około 1 ½ batalionu i 12 dział
W miarę rozwoju sytuacji operacyjnej Naczelne Dowództwo obsadziło przedmoście warszawskie przede wszystkim wycofującymi się znad Bugu jednostkami 1 Armii.
W dniach 11 i 12 sierpnia jej dywizje przyjęły następujące ugrupowanie obronne:
- 15 Wielkopolska Dywizja Piechoty gen. Władysława Junga zajęła pozycje od brzegu Wisły od Falenicy przez Emów do Okuniewa[a]
- 8 Dywizja Piechoty płk. Stanisława Burhardt-Bukackiego obsadziła okopy od Okuniewa do Leśniakowizny[b]
- 11 Dywizja Piechoty płk. Bolesława Jaźwińskiego obsadziła odcinek od Leśniakowizny wzdłuż Rządzy do jej ujścia do Narwi.
- VII Brygada Rezerwowa płk. Stanisława Małachowskiego broniła przyczółka „Zegrze”[17].
- Odwód armii stanowiła 1 Dywizja Litewsko-Białoruska gen. Jana Rządkowskiego[c], a 10 Dywizja Piechoty gen. Lucjana Żeligowskiego stanowiła odwód Frontu Północnego gen. Józefa Hallera.

Polskie oddziały broniące przedmościa liczyły w stanie bojowym 39000 żołnierzy, wspieranych przez 259 dział (w tym 56 ciężkich), 450 ckm, 39 czołgów i dwa pociągi pancerne.
11 sierpnia szef lotnictwa Naczelnego Dowództwa przydzielił 1 Armii 8 eskadrę wywiadowczą, 19 eskadrę myśliwską oraz eskadrę toruńską. Szefem lotnictwa armii został podpułkownik Aleksander Serednicki, zaś doradcą technicznym kapitan Franciszek Peter.
Organizacja i przybliżone stany bojowe i ewidencyjne jednostek 1 Armii
| Dywizja/ grupa oper.       | Stan bojowy | Stan bojowy | Stan bojowy | Stan bojowy | Stan bojowy | Stan bojowy | Stan bojowy | Stan bojowy | Stan ewid. |
| Dywizja/ grupa oper.       | of.         | bagnety     | szable      | km          | działa      | działa      | działa      | walczący    | Stan ewid. |
| Dywizja/ grupa oper.       | of.         | bagnety     | szable      | km          | piech.      | lekkie      | ciężkie     | walczący    | Stan ewid. |
| -------------------------- | ----------- | ----------- | ----------- | ----------- | ----------- | ----------- | ----------- | ----------- | ---------- |
| 15 Dywizja Piechoty        | 111         | 6964        | 100         | 115         |             | 51          | 12          | 8365        | 14211      |
| 8 Dywizja Piechoty         | 109         | 3882        | 63          | 43          |             | 29          | 5           | 4657        | 9491       |
| 10 Dywizja Piechoty        | 138         | 4905        | 666         | 75          |             |             |             | 6159        | 9615       |
| 1 Dywizja L-B              | 74          | 2874        | 159         | 105         |             |             |             | 3737        | 5000       |
| 11 Dywizja Piechoty        | 129         | 7054        | 142         | 52          | 4           |             |             | 7637        | 10106      |
| grupa „Zegrze”             | 157         | 5323        | 832         | 83          |             | 33          | 16          | 7291        |            |
| grupa artylerii „Radzymin” |             |             |             |             |             | 86          | 23          | 1031        | 5000       |
| Razem                      | 718         | 31002       | 1362        | 453         | 4           | 199         | 56          | 38877       |            |
| Ponadto:                   |             |             |             |             |             |             |             |             |            |
| grupa „Noyau”              |             | 3509        | 101         | 1           |             |             |             | 3608        | 4692       |
| artyleria armijna          |             |             |             | 2           | 34          | 34          | 34          |             | 194        |
| wojska kolejowe            |             |             |             |             |             |             |             |             | 1129       |

W swojej dyspozycji z 13 sierpnia gen. Franciszek Latinik napisał:

[...] Stajemy do rozstrzygającej bitwy. Naczelny Wódz, Rząd i Naród w przekonaniu, iż wojska 1-ej armii nie oddadzą ani piędzi ziemi z zajmowanej obecnie linii, nie wątpią, iż o ich piersi rozbije się nawała bolszewicka. Świadomy odpowiedzialności za wynik obecnej bitwy nakazuję wszystkim dowódcom od sekcji do dywizji włącznie utrzymanie zajmowanej linii. W obronie stolicy i w walce o polskie „być albo nie być” można tylko bohatersko oddać życie, lecz nie można zhańbić imienia polskiego.

### Armia Czerwona
3 sierpnia 1920 naczelny dowódca Armii Czerwonej Siergiej Kamieniew wydał dyrektywę podporządkowującą Michaiłowi Tuchaczewskiemu 12 Armię i 1 Armię Konną, działające do tej pory w składzie Frontu Południowo-Zachodniego. Zwrócił też uwagę, iż siły Frontu Zachodniego są zbyt mocno przesunięte na północ, ale Tuchaczewski, zafascynowany własnym planem, zignorował tę uwagę.
Rankiem 10 sierpnia 1920 wydał on własną dyrektywę do uderzenia na Warszawę. Polecał w niej ostatecznie rozbić cofające się siły polskie i sforsować Wisłę.
Zgodnie z dyrektywą dowódcy Frontu Zachodniego, na przedmoście uderzyć miała 16 Armia komarm. Nikołaja Sołłohuba oraz część sił 3 Armii Władimira Łazariewicza. Po opanowaniu przedmościa, Sowieci planowali 14 sierpnia sforsować Wisłę na północ od Warszawy. W tym celu dowódca 3 Armii wydzielił 21 Dywizję Strzelców komdyw. Iwana Smolina do uderzenia z rejonu Zegrze – Załubice w kierunku Pragi, a dowódca 16 A skierował na północ od Pragi swoje główne siły. Miały one sforsować Wisłę między Nowym Bródnem a Modlinem: 10 DS Nikołaja Kakurina na odcinku od Nowego Bródna do Karczewa, a 8 DS Andrieja Riabinina od Karczewa do Dęblina. W ugrupowanie 16 Armii weszła 27 Dywizja Strzelców Witowta Putny.
W atmosferze przepełnionej pewnością zwycięstwa zarysowała się między Putną i Smolinem, tolerowana przez obu dowódców armii, rywalizacja o pierwszeństwo wkroczenia do stolicy Polski. Warszawa miała być zdobyta do 15 sierpnia.
Organizacja i przybliżone stany sowieckich 16 i 3 Armii operujących na obszarze przedmościa
| Jednostki organizacyjne | Jednostki organizacyjne | „bagnety” | „szable” | km  | działa | walczący | stan ewid. |
| ----------------------- | ----------------------- | --------- | -------- | --- | ------ | -------- | ---------- |
| 16 Armia                | 27 Dywizja Strzelców    | 3000      | 235      | 175 | 32     | 6000     | 14513      |
| 16 Armia                | 2 Dywizja Strzelców     | 2500      |          | 99  | 32     | 5000     | 12000      |
| 16 Armia                | 17 Dywizja Strzelców    | 3000      | 406      | 143 | 70     | 6000     | 14037      |
| 16 Armia                | 10 Dywizja Strzelców    | 2500      | 160      | 87  | 30     | 5000     | 11000      |
| 16 Armia                | 8 Dywizja Strzelców     | 2500      | 200      | 77  | 26     | 5000     | 10979      |
| 16 Armia                | Razem                   | 13500     | 1001     | 581 | 190    | 27000    | 62629      |
| 3 Armia                 | 5 Dywizja Strzelców     | 3000      | 577      | 141 | 29     | 6000     | 13031      |
| 3 Armia                 | 21 Dywizja Strzelców    | 3000      | 290      | 122 | 27     | 6000     | 12075      |
| 3 Armia                 | 6 Dywizja Strzelców     | 2500      |          | 119 | 30     | 5000     | 10181      |
| 3 Armia                 | 56 Dywizja Strzelców    | 2000      | 103      | 62  | 24     | 4000     | 5000       |
| 3 Armia                 | Razem                   | 10500     | 970      | 414 | 110    | 21000    | 38603      |

## Walki na przedmościu

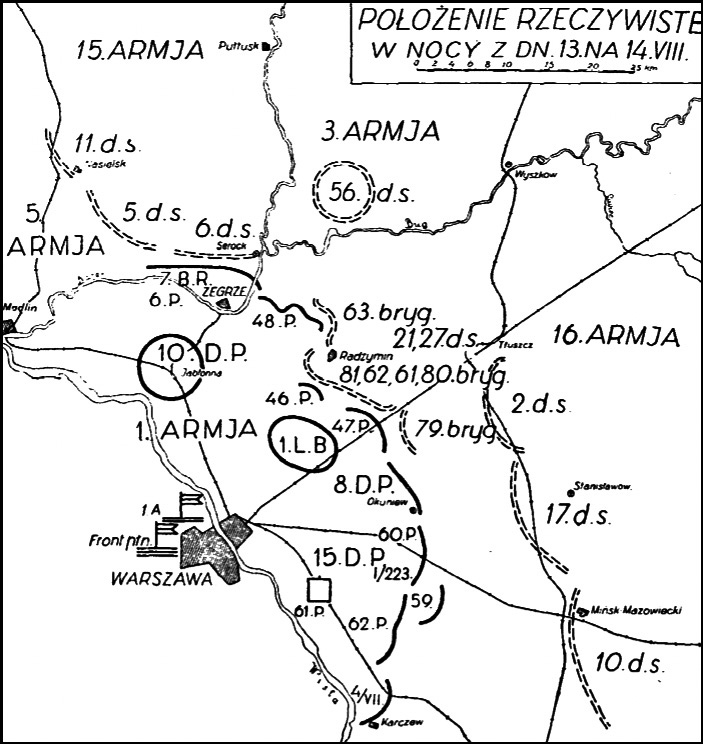
Bitwa o przedmoście warszawskie – położenie jednostek z 13 na 14 sierpnia

12 sierpnia patrole sowieckiej 16 Armii nawiązały styczność bojową z oddziałami polskiej 11 Dywizji Piechoty, a już 13 sierpnia dowódcy 21 DS i 27 DS wydzielili gros swoich sił do natarcia na Radzymin. Pozycji polskich przed obu sowieckimi dywizjami nad Rządzą bronił 46 pułk piechoty.
Pierwsze natarcie Polacy odparli, ale wieczorem na stanowiska polskie uderzyło zgrupowanie 80 i 81 BS z dywizji Putny oraz 61 i 62 BS z dywizji Smolina. Działania strzelców wspierało 59 dział. Zarówno olbrzymia przewaga Sowietów, jak i źle funkcjonująca łączność i niesprawny system dowodzenia, brak efektywnego wsparcia artylerią pododdziałów 46 pp spowodowały, że Sowieci po dwugodzinnych walkach opanowali Radzymin i tym samym przełamali polską obronę na pierwszej linii obrony przedmościa. W tej sytuacji interweniował dowódca 1 Armii gen. Franciszek Latinik i do natarcia na Radzymin skierował odwodową 1 Dywizję Litewsko-Białoruską. W tym czasie do natarcia szykowały się też sowieckie 27 i 21 Dywizje Strzelców. O świcie 14 sierpnia Sowieci uprzedzili działania polskie i pierwsi ruszyli do natarcia. Po opanowaniu Aleksandrowa, Ciemnego, Helenowa i Wólki Radzymińskiej zagrozili przerwaniem słabo obsadzonej drugiej linii obrony. Dopiero przed południem rozpoczęła przeciwnatarcie 1 Dywizja L-B. Bezpośrednio na Radzymin uderzył Wileński pułk strzelców, pobił oddziały sowieckich 61 i 62 Brygady Strzelców i opanował Radzymin.
W tym czasie bez powodzenia na Ciemne i Helenów nacierał Nowogródzki pułk strzelców, a na Aleksandrów Grodzieński pułk strzelców.
Sowieci zorganizowali kontratak na Radzymin i siłami 61, 62, 63 BS oraz 21 pułku kawalerii ponownie zdobyli miasto. Atakując dalej, zagrozili przerwaniem drugiej linii obrony. Zostali jednak powstrzymani ogniem polskich baterii artylerii strzelających „na wprost”.
Również na odcinku 8 Dywizji Piechoty wytworzyła się niebezpieczna sytuacja. W rejonie między Wołominem a Leśniakowizną 79 Brygada Strzelców uderzyła 235 i 236 pułkami wzdłuż drogi Leśniakowizna – Ossów i przełamała obronę I/33 pułku piechoty i I/36 pp LA. Polacy stracili Leśniakowiznę. Dalszy atak Sowietów na Ossów zagroził wyjściem na tyły drugiej linii obrony przedmościa.
Sytuacji nie poprawił kontratak II/33 pp. Wówczas do walki skierowano I batalion ochotniczego 236 pułku piechoty. Ochotnicy, wspierani przez dwie kompanie 221 pp oraz grupy rozbitków z 33. i 36 pp, w zaciętej walce zatrzymali 79 Brygadę Strzelców.
Wykorzystując powodzenie, 8 Dywizja Piechoty płk. Burhardt-Bukackiego przegrupowała swoje siły i skierowała do kontrataku 13 pułk piechoty. Około południa III batalion tego pułku wyrzucił nieprzyjaciela z Ossowa. W trakcie pościgu, prowadzonego siłami 236, 211, 33 i 36 pp oraz kompanią 47 pp, rozproszono oba pułki sowieckie. W wyniku walk, sowiecka 79 Brygada Strzelców utraciła zdolność bojową.
Na innych odcinkach frontu Polacy skutecznie odpierali słabe natarcia nieprzyjaciela.
Północny odcinek frontu został zaatakowany przez 81 Brygadę Strzelców. Atakowała ona w kierunku na Jabłonnę. W nocy z 14 na 15 sierpnia osiągnęła rejon Wólka Radzymińska – Nieporęt – Izabelin, zagrażając drugiej linii obrony. Na Nieporęt kierowała się także 21 Dywizja Strzelców, z zadaniem wsparcia 6 Dywizji Strzelców atakującej przyczółek mostowy „Zegrze”.
W tym czasie 17 Dywizja Strzelców szykowała się do natarcia na pozycje polskiej 8 Dywizji Piechoty, a 10 Dywizja Strzelców Kakurina na 15 Wielkopolską Dywizję Piechoty.
Dowódca Frontu Północnego generał Józef Haller wprowadził do walki na kierunek radzymiński swoją odwodową 10 Dywizję Piechoty gen. Żeligowskiego. W ten sposób osiągnięto na tym kierunku względną równowagę sił. Generał Żeligowski jeszcze w nocy z 14 na 15 sierpnia wysłał 28 i 29 pułk piechoty w rejon Wólki Radzymińskiej. Tam oba polskie pułki otoczyły 81 Brygadę Strzelców. Dzielnie walczył I/28 pułku piechoty por. Stefana Pogonowskiego, ale pod Aleksandrowem w 5 i 6 kompanii 28 pp chwilowo zapanował chaos i żołnierze zaczęli samorzutnie wycofywać się w stronę Nieporętu. Sytuację opanowało wprowadzenie do walki pozostałych pododdziałów 28 i 29 pp, a 81 BS rozpoczęła pospieszny odwrót.

Atak batalionu por. Pogonowskiego tak określił komdiw Putna:

Ażeby odeprzeć nasz atak, nieprzyjaciel z rejonu Pustelnika poprowadził energiczne natarcie w kierunku na północ, na froncie Słupno – Piekielne Wrota – Rembelszczyzna. Wyrzucając ze Słupna części 21 dywizji, odrzucił on i nasz 242 pułk, a uczynił to z taką szybkością, że pułk nawet nie zdołał zawiadomić wysuniętego do Kątów Węgierskich 243 pułku.

Tej samej nocy silne zgrupowanie artylerii polskiej pod Nieporętem ogniem na wprost odparło atak 243 pułku strzelców. Po sukcesie odniesionym pod Wólką Radzymińską gen. Żeligowski nie podjął pościgu za 81 Brygadą Strzelców. Nie wsparł też natarcia 1 Dywizji L-B na Radzymin.
Rano 15 sierpnia na Radzymin uderzył Wileński pułk strzelców wzmocniony plutonem czołgów. Po dwugodzinnej walce miasto powtórnie było w rękach Polaków. W tym czasie Grodzieński pułk strzelców zdobył Aleksandrów, Słupno i Cegielnię, ale nie mając styczności z oddziałami 10 Dywizji Piechoty, wstrzymał natarcie.
Sukcesów nie odnotowały miński i nowogródzki pułki strzelców walczące na południe od Radzymina. Dowódca 1 DLB gen. Jan Rządkowski rozdysponował swoje odwody i nie mógł wspomóc walczących pułków, a oddziały gen. Żeligowskiego wstrzymały natarcie.
Niezdecydowanie wśród polskich dowódców wykorzystał nieprzyjaciel i siłami 61 i 62 Brygady Strzelców ponownie zajął Radzymin. Dopiero w południe dowódca XIX Brygady Piechoty ppłk Wiktor Thommée, nie czekając na rozkazy swojego przełożonego gen. Żeligowskiego, wznowił natarcie 28 i 29 pułku piechoty i opanował rejony na północ od Radzymina. Na miasto miały uderzyć grodzieński pułk strzelców i 30 pułk piechoty.
W tym czasie dowództwo sowieckie rozpoczęło ewakuację wojsk własnych z Radzymina. O zmroku patrol zwiadowców konnych 30 pp wjechał do miasta, a dwie kompanie tegoż pułku, po krótkiej walce z sowiecką strażą tylną, opanowały miasto.
Od 15 sierpnia na całym froncie w działaniach przeciwnika zauważono brak rozmachu i pewności działań.
16 sierpnia w rejonie Mokre nieprzyjaciel zgrupował trzy pułki strzelców i pułk kawalerii z zamiarem uderzenia na Radzymin. Skutecznie zareagowała polska artyleria. Dwadzieścia baterii jednocześnie prowadziło półgodzinną nawałę ogniową. Po jej zakończeniu 28 pułk piechoty zajął Mokre bez walki, a 30 pułk piechoty, wsparty ogniem artylerii i plutonem czołgów, około 14.00 opanował Dybów.
17 sierpnia na stanowiska obronne wszedł odwód 10 Dywizji Piechoty i w ten sposób cała pierwsza linia obrony przedmościa ponownie znalazła się w rękach Polaków. 16 Armia Sołłohuba zaprzestała aktywnych działań na przedmościu.
W tym czasie polska 15 Dywizja Piechoty, wzmocniona czołgami, uderzyła na 10 Dywizję Strzelców i opanowała Dębe Wielkie, dwa polskie pociągi pancerne zajęły dworzec w Mińsku Mazowieckim, a lotnictwo rozproszyło sowieckie odwody zmierzające na pole walki.
W związku z sukcesami polskiej kontrofensywy znad Wieprza, dowódca Frontu Zachodniego Michaił Tuchaczewski wydał rozkaz odwrotu spod Warszawy.

## Bilans walk

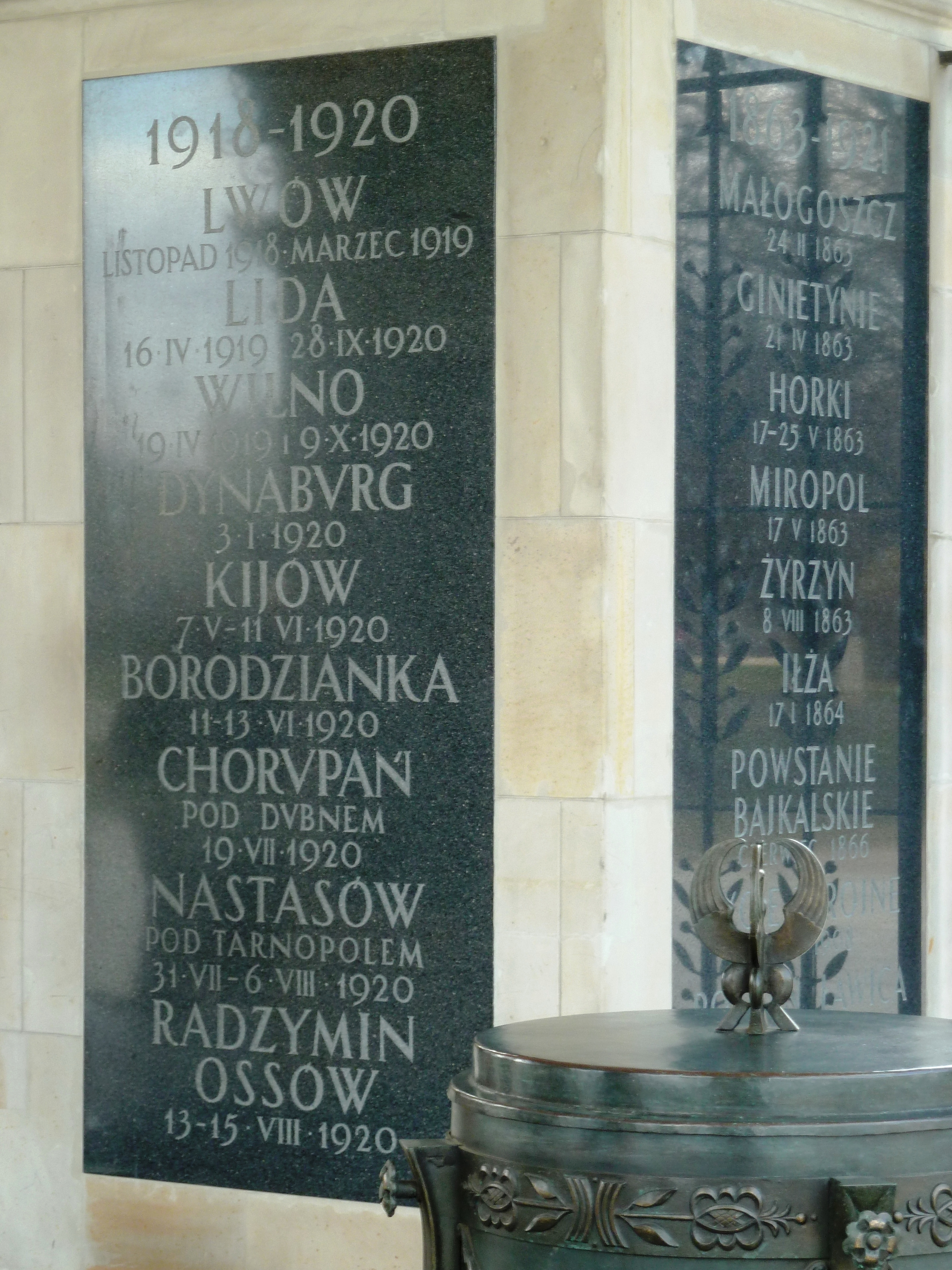
Grób Nieznanego Żołnierza w Warszawie – upamiętnienie: RADZYMIN - OSSÓW 13–15·VIII·1920

W walkach o przedmoście warszawskie jednostki polskie straciły około 5100 poległych, rannych i zaginionych żołnierzy. Straty sowieckie też były wysokie i w niektórych jednostkach sięgały ponad 50% stanu osobowego.
Bitwa związała duże siły sowieckie na tym obszarze i ułatwiła zakończenie koncentracji wojsk polskich nad Wieprzem.
Szczegółowe zestawienie strat polskich:
| Dywizje               | Polegli | Polegli | Zmarli | Zmarli | Ranni | Ranni | Zaginieni | Zaginieni | Bez diagnozy | Bez diagnozy |
| Dywizje               | of.     | szer.   | of.    | szer.  | of.   | szer. | of.       | szer.     | of.          | szer.        |
| --------------------- | ------- | ------- | ------ | ------ | ----- | ----- | --------- | --------- | ------------ | ------------ |
| 11 Dywizja Piechoty   | 6       | 110     |        | 23     | 25    | 693   | 5         | 202       | 11           | 252          |
| 1 Dywizja L-B         | 8       | 87      | 1      | 6      | 24    | 400   |           | 178       | 5            | 176          |
| 10 Dywizja Piechoty   | 3       | 46      |        | 2      | 11    | 497   |           | 76        | 1            | 168          |
| 8 Dywizja Piechoty    | 7       | 105     |        | 37     | 15    | 610   |           | 166       | 3            | 219          |
| 15 Dywizja Piechoty   | 1       | 23      | 1      | 30     | 5     | 223   | 1         | 116       | 2            | 104          |
| VII Brygada Rezerwowa |         | 18      | 1      | 10     | 6     | 139   |           | 1         |              | 94           |
| Inne oddziały         | 1       | 7       |        | 7      | 7     | 86    |           | 4         |              | 20           |
| Razem                 | 26      | 405     | 3      | 134    | 93    | 2650  | 6         | 743       | 22           | 1023         |